# Comuna Galilești, Chilia
Galilești (în ucraineană Десантне, transliterat: Desantne) este o comună în raionul Chilia, regiunea Odesa, Ucraina, formată din satele Galilești (reședința) și Regele-Ferdinand.

## Demografie
Componența lingvistică a comunei Galilești
     Ucraineană (76,65%)
     Rusă (18,02%)
     Română (2,54%)
     Bulgară (1,08%)
     Alte limbi (0,62%)
Conform recensământului din 2001, majoritatea populației comunei Galilești era vorbitoare de ucraineană (76,65%), existând în minoritate și vorbitori de rusă (18,02%), română (2,54%) și bulgară (1,08%).